# Keith Askins
Keith Askins, né le 15 décembre 1967 à Athens dans l'Alabama, est un joueur et entraîneur américain de basket-ball. Il évolue durant sa carrière aux postes d'arrière et d'ailier.

## Palmarès
Entraîneur-adjoint
- Champion NBA 2006, 2012, 2013